# Brandwica
Brandwica – wieś w Polsce położona w województwie podkarpackim, w powiecie stalowowolskim, w gminie Pysznica.Położona na prawym brzegu  Sanu.
| SIMC    | Nazwa        | Rodzaj     |
| ------- | ------------ | ---------- |
| 0804158 | Bąków        | przysiółek |
| 0804106 | Bartnia Łąka | część wsi  |
| 0804112 | Borowska     | część wsi  |
| 0804129 | Gałków       | część wsi  |
| 0804135 | Isep         | część wsi  |
| 0804141 | Podlaszcze   | część wsi  |

W latach 1975–1998 miejscowość administracyjnie należała do województwa tarnobrzeskiego.